# Woodanilling Shire
Koordinaten: 33° 34′ S, 117° 26′ O

Das Shire of Woodanilling ist ein lokales Verwaltungsgebiet (LGA) im australischen Bundesstaat Western Australia. Das Gebiet ist 1129 km² groß und hat etwa 400 Einwohner (2016).
Woodanilling liegt im Südwesten des Staates etwa 230 Kilometer südöstlich der Hauptstadt Perth. Der Sitz des Shire Councils befindet sich in der Ortschaft Woodanilling, wo etwa 175 Einwohner leben (2016).

## Verwaltung
Der Woodanilling Council hat sechs Mitglieder. Sie werden von allen Bewohnern der LGA gewählt. Woodanilling ist nicht in Bezirke unterteilt. Aus dem Kreis der Councillor rekrutiert sich auch der Ratsvorsitzende und Shire President.